# Kamieniec (wzniesienie)
Kamieniec (potocznie Kamieńska Góra) – wzniesienie o wysokości 42,7 m n.p.m. na Równinie Gryfickiej, położone w woj. zachodniopomorskim, w gminie Gryfice. Znajduje się przy zachodnich granicach miasta Gryfice; na obszarze od południa leży wieś Borzyszewo, a od zachodu wieś Zaleszczyce. 
Przy południowym stoku wzniesienia przebiega droga wojewódzka nr 105, biegnąca z Gryfic do Kamienia Pomorskiego.
Nazwę Kamieniec wprowadzono urzędowo rozporządzeniem w 1949 roku, zastępując poprzednią niemiecką nazwę Kamminer Berg.